# Dirhinus salinae
Dirhinus salinae är en stekelart som beskrevs av T.C. Narendran 1989. Dirhinus salinae ingår i släktet Dirhinus och familjen bredlårsteklar.
Artens utbredningsområde är Filippinerna. Inga underarter finns listade i Catalogue of Life.